# La spiaggia del desiderio (film 1976)
La spiaggia del desiderio è un film drammatico del 1976 diretto da Enzo D'Ambrosio e interpretato da Laura Gemser e Paolo Giusti.

## Trama
Caracas metà anni '70. Daniel, un giovane sbandato che vive di espedienti, abbandona la città per finire, con un motoscafo, su un'isola semideserta dove vivono solamente due giovani mulatti (fratello e sorella) con il loro padre che in realtà è un ergastolano evaso. Ben presto Daniel scopre che la giovane ragazza si concede facilmente ma siccome questo avvenimento tende a spezzare gli equilibri incestuosi che si erano formati in precedenza sull'isola, prima che la situazione degeneri, preferisce fare ritorno alla civiltà.

## Distribuzione
Il film è stato distribuito nelle sale cinematografiche italiane a partire dal 14 maggio 1976.